# Сімахіна Галина Олександрівна
Сімахіна Галина Олександрівна (нар. 9 листопада 1946, Вінниця) — український фахівець у галузі технології оздоровчих продуктів, доктор технічних наук, професор, Лауреат Державної премії України в галузі науки і техніки.

## Наукова діяльність
У 1972 році закінчила з відзнакою Київський технологічний інститут харчової промисловості за спеціальністю «Технологія цукристих речовин», після чого працювала на посаді інженера Жданівського цукрового заводу.
У 1980 році захистила кандидатську дисертацію на тему «Підвищення ефективності очищення дифузійного соку», яка вирішує певні проблеми у вдосконаленні технології отримання цукру.
У 1999 році захистила докторську дисертацію на тему «Розроблення та вдосконалення технологій цукристих речовин та цукромістких харчових добавок» (науковий консультант — Гулий Іван Степанович)
За час роботи в Національному університеті харчових технологій займала посади старшого інженера, старшого наукового співробітника Проблемної науково-дослідної лабораторії, завідувача цієї лабораторії, декана факультету технології цукристих речовин та функціональних харчових продуктів, професора кафедри технології функціональних харчових продуктів, а з 1 липня 2011 року — кафедри технології оздоровчих продуктів).
Протягом цього часу виконувала обов'язки заступника голови і голови спеціалізованих вчених рад, члена Експертної ради з технічних наук ВАК України, члена Експертної ради ДАК, заступника голови Навчально-методичної комісії МОН України з харчових технологій та інженерії.
Коло наукових інтересів охоплює нові технології та нові продукти масового та спеціального призначення, які відповідають основним принципам здорового харчування XXI століття.
Підготувала п'ятьох кандидатів технічних наук.
Автор та співавтор понад 400 наукових праць, у тому числі 7 підручників (із них 5 — з грифом МОН України), 5 наукових монографій, 211 статей (із них 189-у фахових виданнях України з технічних наук), 36 авторських свідоцтв і патентів України на винаходи, 17 патентів України на корисну модель, 32 методичних вказівок та методичних рекомендацій; доповідей на конференціях різного рівня як в Україні, так і за кордоном.

## Відзнаки та нагороди
Лауреат Державної премії України в галузі науки і техніки 2006 року.
Відмінник освіти України (2006 рік).
Нагороджена пам'ятним знаком Петра Могили (2014 рік), Нагрудним знаком «За наукові та освітні досягнення» (2014 рік).
Заслужений працівник освіти України (2019).